# Fredrik Riseth
Fredrik Riseth (* 15. September 1995 in Melhus) ist ein ehemaliger norwegischer Skilangläufer.

## Werdegang
Riseth wurde im Januar 2015 bei den Nordischen Junioren-Skiweltmeisterschaften in Almaty Weltmeister im Sprint. Im März 2015 gab er im Sprint in Drammen sein Debüt im Skilanglauf-Weltcup, bei dem er ins Halbfinale einzog und mit Platz 11 die Punkteränge erreichte. Seine erste Rennen im Scandinavian-Cup lief er im Januar 2016 in Östersund und belegte dabei den 42. Platz im 15-km-Massenstartrennen und den zehnten Rang im Sprint. Im folgenden Monat gewann er bei seiner zweiten Teilnahme im Weltcup in Drammen mit dem 23. Platz im Sprint erneut Weltcuppunkte. Bei den U23-Weltmeisterschaften 2017 in Soldier Hollow holte er die Goldmedaille im Sprint. In der Saison 2017/18 erreichte er in Drammen mit dem siebten Platz im Sprint seine einzige Top-Zehn-Platzierung im Weltcup und mit dem 61. Platz im Gesamtweltcup sein bestes Gesamtergebnis. Letztmals im Weltcup startete er im Februar 2020 in Falun, wobei er den 26. Platz im Sprint errang.